# Championnats du monde de gymnastique artistique 2002
Navigation
Édition précédente Édition suivante
Les 36e championnats du monde de gymnastique artistique ont eu lieu à Debrecen en Hongrie du 20 au 24 novembre 2002. La compétition par équipe et le concours général individuel n'ont pas été disputés. La format des compétitions était similaire aux championnats de 1992 et de 1996, avec une attribution des médailles pour les compétitions aux engins. Le déroulement de la compétition s'est fait en trois phases. Une première ouverte à tous les participants, une demi-finales pour les 16 qualifiés et une finale pour les 8 finalistes.

## Résultats hommes

### Sol
| Rang | Gymnaste                | Total |
| ---- | ----------------------- | ----- |
| 1    | Marian Drăgulescu (ROU) | 9.712 |
| 2    | Jordan Jovtchev (BUL)   | 9.675 |
| 3    | Paul Hamm (USA)         | 9.625 |

Gervasio Deferr (ESP; 9.700) originally won the silver on this event; he lost his medal in 2003 due to the fact that he tested positive for marijuana at the competition. 

### Cheval d'arçon
| Rang | Gymnaste               | Total |
| ---- | ---------------------- | ----- |
| 1    | Marius Urzică (ROU)    | 9.787 |
| 2    | Xiao Qin (CHN)         | 9.750 |
| 3    | Takehiro Kashima (JPN) | 9.687 |

### Anneaux
| Rang | Gymnaste                   | Total |
| ---- | -------------------------- | ----- |
| 1    | Szilveszter Csollány (HUN) | 9.787 |
| 2    | Jordan Jovtchev (BUL)      | 9.675 |
| 3    | Matteo Morandi (ITA)       | 9.650 |

### Saut
| Rang | Gymnaste            | Total |
| ---- | ------------------- | ----- |
| 1    | Li Xiaopeng (CHN)   | 9.818 |
| 2    | Leszek Blanik (POL) | 9.675 |
| 3    | Yang Wei (CHN)      | 9.631 |

### Barres parallèles
| Rang | Gymnaste                 | Total |
| ---- | ------------------------ | ----- |
| 1    | Li Xiaopeng (CHN)        | 9.812 |
| 2    | Mitja Petkovšek (SLO)    | 9.787 |
| 3    | Aliaksey Sinkevich (BLR) | 9.712 |

### Barre fixe
| Rang | Gymnaste            | Total |
| ---- | ------------------- | ----- |
| 1    | Vlásios Máras (GRE) | 9.725 |
| 2    | Ivan Ivankou (BLR)  | 9.700 |
| 2    | Aljaž Pegan (SLO)   | 9.700 |

## Résultats femmes

### Saut
| Rang | Gymnaste                   | Total |
| ---- | -------------------------- | ----- |
| 1    | Elena Zamolodchikova (RUS) | 9.443 |
| 2    | Natalia Ziganshina (RUS)   | 9.393 |
| 3    | Oksana Chusovitina (USK)   | 9.387 |

### Barres asymétriques

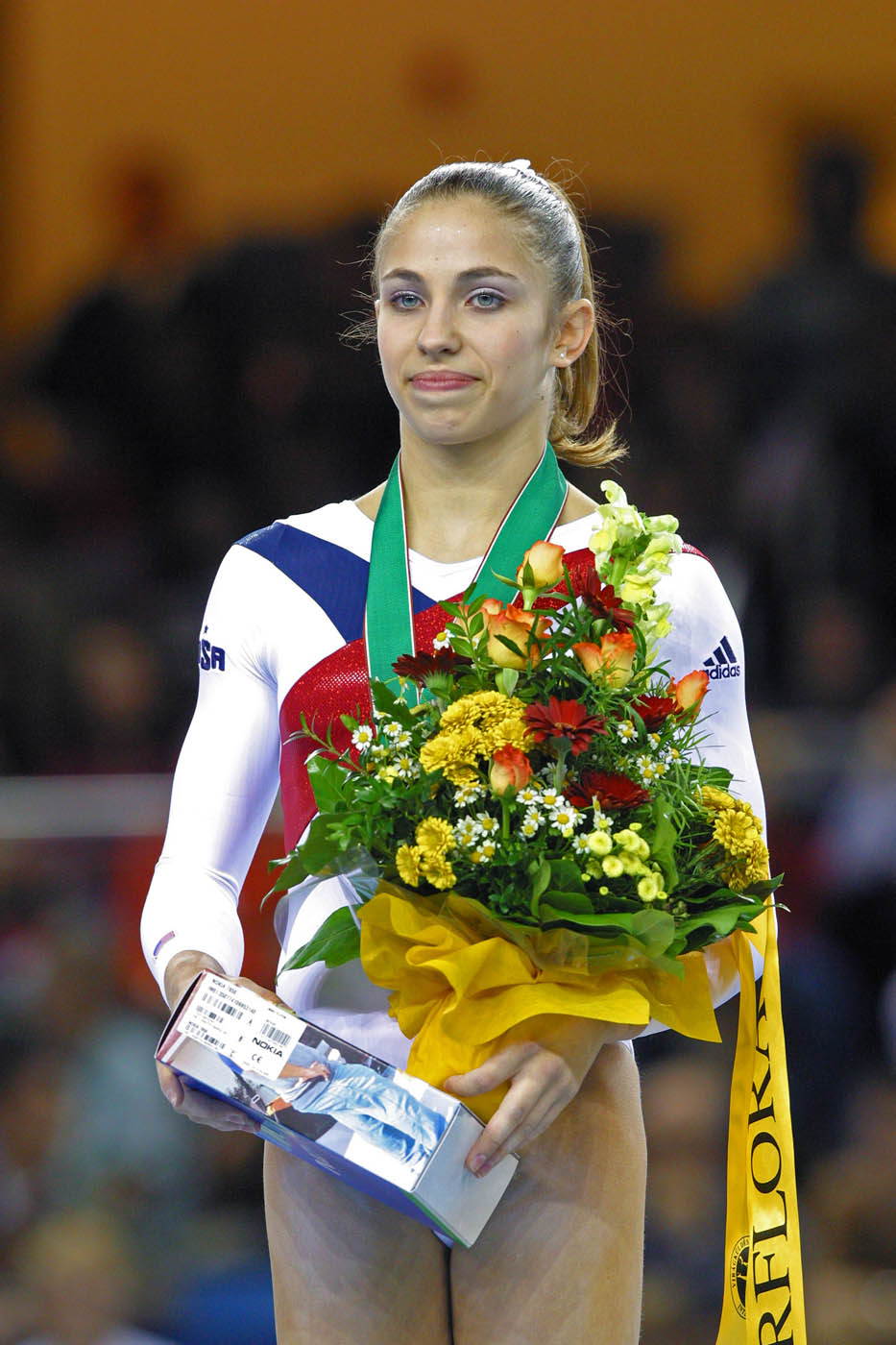
Courtney Kupets sur le podium lors de sa victoire aux barres asymétriques.

| Rang | Gymnaste              | Total |
| ---- | --------------------- | ----- |
| 1    | Courtney Kupets (USA) | 9.550 |
| 2    | Oana Petrovschi (ROU) | 9.525 |
| 3    | Ludmila Ezhova (RUS)  | 9.375 |

### Poutre
| Rang | Gymnaste             | Total |
| ---- | -------------------- | ----- |
| 1    | Ashley Postell (USA) | 9.537 |
| 2    | Oana Ban (ROU)       | 9.350 |
| 3    | Iryna Yarotska (UKR) | 9.212 |

### Sol
| Rang | Gymnaste                 | Total |
| ---- | ------------------------ | ----- |
| 1    | Elena Gómez (ESP)        | 9.487 |
| 2    | Verona van de Leur (NED) | 9.350 |
| 3    | Samantha Sheehan (USA)   | 9.325 |

## Tableau des médailles
| Rang | Nation      | Or | Argent | Bronze | Total |
| ---- | ----------- | -- | ------ | ------ | ----- |
| 1    | Roumanie    | 2  | 2      |        | 4     |
| 2    | Chine       | 2  | 1      | 1      | 4     |
| 3    | États-Unis  | 2  |        | 2      | 4     |
| 4    | Russie      | 1  | 1      | 1      | 3     |
| 5    | Hongrie     | 1  |        |        | 1     |
| 5    | Espagne     | 1  |        |        | 1     |
| 5    | Grèce       | 1  |        |        | 1     |
| 8    | Bulgarie    |    | 2      |        | 2     |
| 8    | Slovénie    |    | 2      |        | 2     |
| 9    | Biélorussie |    | 1      | 1      | 2     |
| 10   | Pologne     |    | 1      |        | 1     |
| 10   | Pays-Bas    |    | 1      |        | 1     |
| 12   | Japon       |    |        | 1      | 1     |
| 12   | Italie      |    |        | 1      | 1     |
| 12   | Ouzbékistan |    |        | 1      | 1     |
| 12   | Ukraine     |    |        | 1      | 1     |